# Диоксид хлора
Диокси́д хло́ра (окси́д хлора(IV), двуо́кись хло́ра) — неорганическое химическое соединение хлора и кислорода, химическая формула {\displaystyle {\ce {ClO2}}}. Ядовит.

## Физические свойства
При стандартных условиях {\displaystyle {\ce {ClO2}}} — газ жёлтого цвета с характерным запахом. При температурах ниже 10 °C {\displaystyle {\ce {ClO2}}} сгущается в  жидкость красно-коричневого цвета, в твёрдом виде — тёмно-красные кристаллы.
Малоустойчив, может взрываться на свету, при контактах с восстановителями и при нагревании.  Теплота испарения диоксида хлора 6,3±0,1 ккал/моль, критическая температура 192 °C, критическое давление 85 атм. Плотность ClO2 уменьшается от 1,973 г/см³ при −60 °C до 1,653 г/см³ при 5 °C. Диоксид хлора хорошо растворим в воде, уксусной и серной кислотах, в четырёххлористом углероде, ацетонитриле, а также в ряде других органических и неорганических растворителей. Растворимость диоксида хлора возрастает с ростом полярности растворителя.
Потенциал ионизации диоксида хлора равен 10,33±0,02 эВ, сродство к электрону 2,378±0,006 эВ. Потенциал окисления-восстановления в водном растворе — {\displaystyle {\ce {E(ClO2{/}ClO2- )}}} = 0,94 В.
Диоксид хлора) имеет нечётное количество электронов (33) и является стабильным радикалом, не проявляющим при нормальных условиях тенденции к димеризации. В газовой фазе  спектр ЭПР  не наблюдается, что объясняется большим числом вращательных уровней его молекулы. ЭПР-спектр раствора диоксида хлора представляет собой широкий синглет, но при некоторых условиях (например, низких температурах) спектральная линия усложняется, превращаясь в широкий квартет вследствие сверхтонкого расщепления на ядрах хлора 35Cl и 37Cl, для которых константы сверхтонкой структуры равны 1,70±0,03 и 1,37±0,03 мT соответственно.

## Получение
Реакция хлора с кислородом в условиях флэш-фотолиза под действием  ультрафиолета приводит к образованию диоксида хлора в следовых количествах:
{\displaystyle {\ce {Cl2 + 2 O2 ->[{\ce {UV}}] 2 ClO2 ^}}}.
В лаборатории диоксид хлора получают по реакции хлората калия со щавелевой кислотой:
{\displaystyle {\ce {2 KClO3{}+ H2C2O4 -> 2 ClO2 ^ {}+ K2CO3{}+ CO2 ^ {}+ H2O,}}}
{\displaystyle {\ce {2 KClO3 + H2C2O4.2H2O + 2 H2SO4 ->}}}
{\displaystyle {\ce {-> 2 KHSO4{}+ 2 ClO2 ^ {}+ 2 CO2 ^ {}+ 4 H2O}}}.
Промышленный метод получения {\displaystyle {\ce {ClO2}}} основан на реакции восстановления хлората натрия диоксидом серы:
{\displaystyle {\ce {2 NaClO3 + SO2 + H2SO4 -> 2 NaHSO4 + 2 ClO2 ^}}}.
Хранить диоксид хлора в жидком виде сложно ввиду его малой устойчивости и взрывоопасности. В случаях, когда это необходимо, возможно кратковременное хранение в открытом охлаждаемом сосуде. Более устойчивыми являются его растворы в воде и четырёххлористом углероде, сохраняемые при низких температурах. Возможно также довольно долгое хранение в адсорбированном виде: при низкой температуре и с использованием в качестве сорбента силикагеля, который одновременно позволяет освободить диоксид хлора от  примесей слабо сорбирующегося на силикагеле в этих условиях элементного хлора, а также воды, прочно удерживаемой силикагелем после высвобождения диоксида хлора при подогревании.

## Свойства
Вещество нестабильно — разлагается на хлор и кислород на свету и при нагревании. Является 
кислотным оксидом. В водных растворах медленно образуются хлористая и хлорноватая кислоты (реакция диспропорционирования):
{\displaystyle {\ce {2 ClO2 + H2O -> HClO2 + HClO3}}}.
Разбавленные растворы, устойчивые в темноте, на свету медленно разлагаются.
Образующаяся хлористая кислота очень неустойчива и разлагается:
{\displaystyle {\ce {5 HClO2 -> 3 HClO3{}+ Cl2 ^ {}+ H2O}}}.
Диоксид хлора реагирует со многими органическими соединениями выступая как окислитель средней силы. Большинство реакций с участием вещества протекают по механизму одноэлектронного окисления с образованием на первой стадии реакции органических катион-радикалов и хлорит-иона, но возможно протекание и других реакций, в частности, реакции отрыва атома водорода.

## Применение
Используется в основном для отбеливания, например, целлюлозы, бумаги, муки и тому подобного, дезинфекции и стерилизации различных материалов. С 2010 года началось применение в США в качестве компонентов зубных паст и ополаскивателей в связи с высокой активностью против бактериальных биоплёнок, создаваемых анаэробными бактериями (CloSYS, TheraBreath). В России аэрозоль диоксида хлора используется для дезинфекции медицинских учреждений и рассматривается в качестве дезинфектанта для транспорта (GreenDez).

## Физиологическое действие
Диоксид хлора ядовит. Сильный окислитель. Вызывает раздражение слизистых оболочек и кашель. ПДК в воздухе рабочей зоны 1 мг/м3, ЛД50 140—149,2 мг/кг (крысы, перорально).
Вещество относится ко II классу токсичности в соответствии с ГОСТ 12.1.005-76.
В окислительно-восстановительных реакциях молекула хлора способна принять два электрона, а молекула диоксида хлора — пять. В диоксиде хлора электроны принимают атомы кислорода, у хлора — только атомы хлора, и это приводит к заметным различиям в свойствах этих веществ. Реакция между хлором и органическими веществами приводит к присоединению к молекулам последних атомов хлора с образованием токсичных хлорорганических соединений. Диоксид хлора отдаёт органическим веществам в ходе реакции атомы кислорода и по этой причине менее опасен, чем чистый хлор. Именно поэтому диоксид хлора начал активно заменять традиционное хлорирование воды на станциях водоочистки по всему миру (в первую очередь в США). Для обеззараживания того же количества воды нужно меньшее количество диоксида хлора по сравнению с обычным хлором. Кроме того, в такой воде отсутствуют хлорорганические соединения, так как при распаде молекулы диоксида хлора не образуется активный хлор, способный вступать в реакции, поэтому диоксид хлора разрешён для применения в качестве антибактериального агента.

## Торговые злоупотребления
Продается под названием Miracle Mineral Supplement (MMS) — это токсичный раствор 28 % хлорита натрия вместе с 10 % активатором, раствора лимонной кислоты. Новатором снадобья MMS, которое якобы исцеляет почти от всех болезней, считается оккультист Джим Хамбл, основавший секту Genesis II, Church of Health & Healing (Второе творение: церковь здоровья и исцеления).